# Biblioteca Pública de Almada
A Biblioteca Pública de Almada localiza-se no concelho de Almada, distrito de Setúbal, em Portugal.

## História
Datam de 1974 os trabalhos preparatórios da sua instalação. O fundo inicial era constituído por cerca de 2500 volumes, guardados nos Paços do Concelho, na sua maioria, publicações oficiais. Em Outubro, os documentos foram transferidos para a Casa Pargana. Em 1976 foi aprovado o regulamento e, em Janeiro de 1977, a biblioteca abriu ao público.
Apesar das obras de remodelação de 1981, o espaço deixou de ser suficiente. A partir de 1992 surgiu o projecto de uma biblioteca central e, em 1996, começou a sua construção.
Em 1995 foi inaugurado o Pólo da Cova da Piedade e, em 1997, o Fórum Romeu Correia.
A Biblioteca Pública de Almada tem exercido a sua função de promoção da leitura, por meio do seu fundo documental e de actividades de extensão cultural. A informatização do catálogo, a partir de Maio de 1995, foi também importante nesse sentido.
Em Maio de 2009, abriu a Biblioteca Municipal José Saramago, no Feijó. Encontra-se também projectada uma nova biblioteca no Parque de Fróis/Caparica.

## Biblioteca Central
A Biblioteca Central funciona no Fórum Romeu Correia, na Praça S. João Baptista, no centro de Almada. Homenageia o escritor Romeu Correia, grande figura do concelho.
Tem sido um espaço com inúmeras actividades culturais, educativas e de participação cívica.
É constituído por uma sala de leitura geral, uma sala infanto-juvenil, uma sala de audiovisuais e pela sala de exposições Pablo Neruda.

## Pólo daCova da Piedade
É um espaço mais pequeno, com uma área de 290 metros quadrados, concebido para servir uma das freguesias do concelho, onde estão disponíveis praticamente os mesmos serviços, com um fundo e uma dimensão menores.

## Biblioteca MunicipalJosé Saramago
Localiza-se na rua da Alembrança, no Centro Cívico do Feijó. O seu edifício é uma marco arquitectónico do concelho, da autoria do arquitecto João Lucas, com 14 mil azulejos de Querubim Lapa. Possui um fundo vasto e recente, com inúmeras valências distribuídas por três pisos. O seu nome é uma homenagem ao Prémio Nobel da Literatura.